# Täterjagd
Täterjagd ist eine französische Dokumentarfilmreihe, die seit dem 13. März 2017 im französischen Fernsehen läuft und ihre Premiere im deutschen Fernsehen am 12. Mai 2018 auf ZDFinfo hatte. Die Sendung behandelt echte französische Kriminalfälle aus den letzten vergangenen 30 Jahren. Jeder Fall wird in der Sendung genau analysiert, vom Fundort der Leiche bis hin zum Profil des Täters und des Opfers, sowie der Tathergang und der Verlauf des Gerichtsprozesses, soweit es zu einem gekommen ist. Es kommen verschiedene Experten in Interviews zu Wort, wie z. B. Gerichtsmediziner, Anwälte, Journalisten, Polizisten und Ermittler.

## Episodenliste

### Staffel 1
| Folge | Erstausstrahlung FR | Erstausstrahlung DE | Originaltitel                        | Titel DE                     | Thema der Sendung |
| ----- | ------------------- | ------------------- | ------------------------------------ | ---------------------------- | ----------------- |
| 1     | 13. Mai 2017        | 12. Mai 2018        | Piège macabre sur la route           | Der Fall Karine Schaaff      |                   |
| 2     | 20. Mai 2017        | 12. Mai 2018        | Passion mortelle à l’hôtel           | Der Fall Nathalie Villermet  |                   |
| 3     | 27. Mai 2017        | 12. Mai 2018        | La tuerie du Grand-Bornand           | Der Fall der Familie Flactif |                   |
| 4     | 3. Juni 2017        | 21. Juni 2018       | Dernier tango                        | Der Fall Nicole Saada        |                   |
| 5     | 10. Juni 2017       | 21. Juni 2018       | Voyage de noces fatal                | Der Fall Marc Van Beers      |                   |
| 6     | 17. Juni 2017       | 2. Aug. 2018        | Rencontre mortelle sur internet      | Der Fall Marina Ciampi       |                   |
| 7     | 24. Juni 2017       | 2. Aug. 2018        | Pendaison mystérieuse sur la péniche | Der Fall Dominique Aubry     |                   |
| 8     | 1. Juli 2017        | 21. Juni 2018       | Le gendarme assassin                 | Der Fall Claude Tavernier    |                   |
| 9     | 8. Juli 2017        | 2. Aug. 2018        | Le supplice de la lycéenne           | Der Fall Laetitia Perrais    |                   |
| 10    | 15. Juli 2017       | 2. Aug. 2018        | Un bien étrange suicide              | Der Fall Brigitte Muller     |                   |

### Staffel 2
| Folge | Erstausstrahlung FR | Erstausstrahlung DE | Originaltitel                               | Titel DE                            | Thema der Sendung |
| ----- | ------------------- | ------------------- | ------------------------------------------- | ----------------------------------- | --- |
| 11    | 12. Okt. 2017       | 11. Aug. 2018       | Abattu en plein sommeil                     | Der Fall Edwige Alessandri          | 16. Juli 2000 Richard Alessandri wird in seinem Bett erschossen. Alles deutet auf einen Einbruch hin. Doch dann wird ausgerechnet seine Frau Edwige zur Hauptverdächtigen. Diese beteuert allerdings ihre Unschuld. |
| 12    | 19. Okt. 2017       | 11. Aug. 2018       | Une funeste mise en scène                   | Der Fall Laurence Maille            | |
| 13    | 26. Okt. 2017       | 11. Aug. 2018       | Le mystère de la chambre 602                | Der Fall Véronique Pirotton         | 31. Oktober 2013 Die Frau eines Kommunalpolitikers wird leblos in einem Hotel in Ostende gefunden. Sie stirbt wenig später. Schnell gerät ihr Ehemann in den Fokus, aber auch Suizid wird nicht ausgeschlossen. |
| 14    | 2. Nov. 2017        | 25. Aug. 2018       | Deux accusés pour un meurtre                | Der Fall Jennifer Charron           | 29. April 2007 Die Leiche einer jungen Frau wird in einem Waldstück gefunden. Es handelt sich um die 21-jährige Jennifer Charron, die unter anderem als Kellnerin tätig war. Schnell werden zwei Männer verdächtigt, etwas mit dem Mord zu tun zu haben. Aber es ist sehr schwer herauszufinden, wer von den beiden sie getötet hat.                                         |
| 15    | 9. Nov. 2017        | 11. Aug. 2018       | Soirée étudiante fatale                     | Der Fall Stéphane Kameugne          | 24. Dezember 2008 Der 24-jährige Student Stéphane Kameugne wird leblos in einem Kanal in der Universitätsstadt Chalons-en-Champagne gefunden. Er galt schon seit 17 Tagen als vermisst. Eine Autopsie ergibt, dass er durch einen sehr großen Schlag auf seinen Rücken starb. Eine Spur führt zur Studentenparty, auf der Stéphane kurz vor seinem Verschwinden gewesen war. |
| 16    | 16. Nov. 2017       | 25. Aug. 2018       | L’assassinat sauvage d’une mère et sa fille | Der Fall Chantal und Audrey d’Amato | 31. März 2003 Die 24-jährige Audrey d’Amato wird erstochen in ihrem Haus gefunden. Im Zimmer daneben wird ihre Mutter gefunden, ebenfalls tot. Der Täter zündete die Wohnung an, um Beweise zu vernichten. Dies erschwert den Ermittlern die Arbeit. |
| 17    | 23. Nov. 2017       | 25. Aug. 2018       | Nuit d’horreur au plateau du diable         | Der Fall Marie-Jeanne Meyer         | 18. Juni 2011 Die 17-jährige Schülerin Marie-Jeanne Meyer verschwindet während ihres täglichen Joggings. Drei Tage später wird ihre Leiche in einer Grube gefunden. Der Tatort trägt Spuren eines mystischen Rituals und der Täter scheint untergetaucht zu sein. |
| 18    | 30. Nov. 2017       | 8. Sep. 2018        | Mystérieux meurtre à la ferme               | Der Fall Valérie Bary               | |
| 19    | 7. Dez. 2017        | 8. Sep. 2018        | La clé de l’énigme                          | Der Fall Farid Ouzzane              | 13. Juli 2011 Die Leiche des Bordellbesitzers Farid Ouzzane wird in einem Koffer, der im Meer schwimmt gefunden. Etliche Spuren führen zu seinen Mitarbeitern. |
| 20    | 14. Dez. 2017       | 8. Sep. 2018        | Noël sanglant au bord du lac Léman          | Der Fall Ruth Légeret               | |

### Staffel 3
| Folge | Erstausstrahlung FR | Erstausstrahlung DE | Originaltitel                      | Titel DE                            | Thema der Sendung |
| ----- | ------------------- | ------------------- | ---------------------------------- | ----------------------------------- | --- |
| 21    | 22. März 2018       | 21. Dez. 2018       | Le calvaire de l’étudiante         | Der Fall Audrey Jouannet            | 16. September 2005 Die 25-jährige Audrey Jouannet wird tot unter ihrem Bett gefunden. Der Verdacht fällt schnell auf den Hausmeister Jean-Luc Cayez, der bereits wegen mehreren Vergewaltigungen verurteilt wurde.                  |
| 22    | 22. März 2018       | 29. Dez. 2018       | Le couple empoisonné               | Der Fall Pierre & Gabrielle Labrell | 9. Oktober 2001 Das Ehepaar Labrell wird während ihres gemeinsamen Abendessens von ihrem 28-jährigen Sohn Arnaud Labrell vergiftet.                                                                                                 |
| 23    | 29. März 2018       | 29. Dez. 2018       | Guet-apens fatal pour la joggeuse  | Der Fall Nelly Crémel               | 2. Juni 2005 Die 39-jährige Nelly Crémel wird während ihrer Joggingrunde von zwei Männern überfallen und getötet. |
| 24    | 5. Apr. 2018        | 16. Feb. 2019       | Le supplice de l’architecte        | Der Fall Willy Pomonti              | 16. April 1996 Der 69-jährige Willy Pomonti wird von einem Einbrecher gefesselt, gefoltert und später erschlagen. |
| 25    | 12. Apr. 2018       | 16. Feb. 2019       | Le trio meurtrier                  | Der Fall Christophe Lejard          | 24. November 2010 Der zweifache Vater Christophe Lejard wird vor seinem Haus mit einem Kopfschuss getötet. Der Täter wird bald gefasst und gibt an, von dessen Frau und Sohn beauftragt worden zu sein.                             |
| 26    | 19. Apr. 2018       | 19. Mai 2020        | Disparition sur la côte d’émeraude | Der Fall Adeline Piet               | 3. Juli 2006 Die siebenfache Mutter Adeline Piet wird von ihrer Familie als vermisst gemeldet. Schnell wird klar, dass ihr etwas zugestoßen ist. Trotzdem dauert es mehrere Jahre, bis das Rätsel um ihr Verschwinden geklärt wird. |
| 27    | 26. Apr. 2018       | 19. Mai 2020        | L’ange et le démon                 | Der Fall Priscilla Ciatti           | 8. Februar 2001 Die 14-jährige Priscilla Ciatti wird von einem pädophilen 39-jährigen Psychopathen im elterlichen Hof mit 60 Stichen erstochen.                                                                                     |
| 28    | 3. Mai 2018         | 19. Mai 2020        | Teknival mortel en Bretagne        | Der Fall Mathilde Croguennec        | 26. Juni 2005 Die 18-jährige Mathilde Croguennec wird von einem Marine-Soldaten auf einem Teknival vergewaltigt und getötet, indem er ihr die Kehle durchschneidet.                                                                 |
| 29    | 10. Mai 2018        | 19. Mai 2020        | Le comptable assassiné             | Der Fall Jean-Raymond Blatti        | 21. März 2002 Jean-Raymond Blatti wird von seinem Kollegen Denis Lemasson getötet, um dessen Veruntreuungen zu verbergen. |
| 30    | 10. Mai 2018        | 16. Feb. 2019       | Le duo diabolique                  | Der Fall Laurence Dromard           | 16. Juli 2010 Die Friseurin Laurence Dromard wird von ihrem Mann massakriert. Dieser lässt es dann wie einen Einbruch aussehen. |

### Staffel 4
| Folge | Erstausstrahlung FR | Erstausstrahlung DE | Originaltitel                       | Titel DE                   | Thema der Sendung |
| ----- | ------------------- | ------------------- | ----------------------------------- | -------------------------- | ----------------- |
| 31    | 6. Dez. 2018        | 22. Jan. 2020       | Mystérieuses disparitions à Paris   | Der Fall Christelle Leroy  |                   |
| 32    | 6. Dez. 2018        | 21. Jan. 2020       | Une étrange pendaison               | Der Fall Chantal Ternik    |                   |
| 33    | 13. Dez. 2018       | 22. Jan. 2020       | Piège meurtrier dans la forêt       | Der Fall Christophe Belle  |                   |
| 34    | 13. Dez. 2018       | 21. Jan. 2020       | Victimes d’un sadique               | Der Fall Cyril Koskinas    |                   |
| 35    | 20. Dez. 2018       | 22. Jan. 2020       | Les amants assassins                | Der Fall Anne Barbot       |                   |
| 36    | 20. Dez. 2018       | 21. Jan. 2020       | Seul l’ADN parlera                  | Der Fall Angélique Dumetz  |                   |
| 37    | 3. Jan. 2019        | 22. Jan. 2020       | À la poursuite de SK1               | Der Fall Guy Georges       |                   |
| 38    | 3. Jan. 2019        | 21. Jan. 2020       | Guet-apens mortel pour l’architecte | Der Fall Akira Ojima       |                   |
| 39    | 3. Feb. 2019        | 22. Jan. 2020       | Massacrés pour un faux trésor       | Der Fall Brigitte Troadec  |                   |
| 40    | 3. Feb. 2019        | 21. Jan. 2020       | Triple exécution en pleine rue      | Der Fall Benoît Philippens |                   |

### Staffel 5
| Folge | Erstausstrahlung FR | Erstausstrahlung DE | Originaltitel               | Titel DE                      | Thema der Sendung |
| ----- | ------------------- | ------------------- | --------------------------- | ----------------------------- | --- |
| 41    | 10. Okt. 2019       | 15. Dez. 2020       | Brûlée vive et rescapée     | Der Fall Émilie Godest        | 9. November 2007 Die junge Émilie Godest wird bei einem Autounfall schwer verletzt. Ihr Verlobter erklärt, er habe einem Schatten ausweichen wollen. Als die Beamten aber die Verletzte verhören, kommen ihnen Zweifel.                                                       |
| 42    | 10. Okt. 2019       | 30. Mai 2020        | Une inquiétante disparition | Der Fall Françoise Desnoue    | |
| 43    | 17. Okt. 2019       | 30. Mai 2020        | Richesse mortelle           | Der Fall Jean-Jacques Le Page | 24. Juli 2009 Der 67-jährige Jean-Jacques Le Page wird tot in seinem ausgebrannten Haus gefunden. Die Ermittler tappen im Dunklen, bis sie von einer geheimnisvollen Liebhaberin erfahren.                                                                                    |
| 44    | 17. Okt. 2019       | 29. Juni 2020       | Enlèvement fatal            | Der Fall Évelyne Boucher      | 9. Dezember 1987 Die 16-jährige Évelyne Boucher wird tot und halb entkleidet in einem Wald gefunden. Allerdings gestaltet sich die Ermittlung schwierig, da es keinerlei Verdächtige gibt. Jahrzehnte werden vergehen, ehe sich die Ereignisse rund um den Fall überschlagen. |
| 45    | 24. Okt. 2019       | 8. Sep. 2020        | La chapelle sanglante       | Der Fall Céline Marchand      | |
| 46    | 24. Okt. 2019       | 30. Mai 2020        | Jalousie meurtrière         | Der Fall Josiane Bézard       | 9. Januar 2014 Die 53-jährige Josiane Bézard verschwindet spurlos, nachdem sie ihren Sohn zum Bahnhof gefahren hat. Es gibt wenig Indizien, bis auf eine kaputte Halskette, die im Garten gefunden wurde.                                                                     |
| 47    | 31. Okt. 2019       | 29. Juni 2020       | Mystérieuse agression       | Der Fall François Darcy       | |
| 48    | 31. Okt. 2019       | 8. Sep. 2020        | Rendez-vous meurtrier       | Der Fall Drost Notthoff       | |
| 49    | 7. Nov. 2019        | 8. Sep. 2020        | Manipulation fatale         | Der Fall Julien Thévenet      | |
| 50    | 7. Nov. 2019        | 15. Dez. 2020       | Dispute mortelle            | Der Fall Raphaël Lomoro       | |

### Staffel 6
| Folge | Erstausstrahlung FR | Erstausstrahlung DE | Originaltitel               | Titel DE                  | Thema der Sendung |
| ----- | ------------------- | ------------------- | --------------------------- | ------------------------- | --- |
| 51    | 19. Nov. 2020       | 24. Aug. 2021       | Quatre amants pour un crime | Der Fall Joël Deprez      | 5. Februar 2000 In einem Waldstück wird die verbrannte Leiche von Joël Deprez gefunden. In Verdacht geraten seine Frau und die drei Mitbewohner. |
| 52    | 19. Nov. 2020       |                     | La petite martyre de l’A10  | Der Fall Inass Touloub    | |
| 53    | 26. Nov. 2020       | 8. Okt. 2021        | L’ombre d’un tueur en série | Der Fall Sophie Le Tan    | |
| 54    | 26. Nov. 2020       | 21. Sep. 2021       | Poignardée dans son lit     | Der Fall Maureen Jacquier | |
| 55    |                     |                     |                             |                           | |
| 56    |                     |                     |                             |                           | |
| 57    |                     |                     |                             |                           | |
| 58    |                     |                     |                             |                           | |
| 59    |                     |                     |                             |                           | |
| 60    |                     |                     |                             |                           | |

### Staffel 7
| Folge | Erstausstrahlung FR | Erstausstrahlung DE | Originaltitel                    | Titel DE                     | Thema der Sendung |
| ----- | ------------------- | ------------------- | -------------------------------- | ---------------------------- | ----------------- |
| 61    | 3. Sep. 2021        |                     | Deux femmes massacrées           | Der Fall Jean-Paul Leconte   |                   |
| 62    | 3. Sep. 2021        |                     | Un étrange cambriolage meurtrier | Der Fall Isabelle Mosser     |                   |
| 63    | 17. Sep. 2021       |                     | Un cadavre dans le cimetière     | Der Fall Frédéric Butanowicz |                   |
| 64    | 18. Sep. 2021       |                     | Abattue à bout portant           | Der Fall Aurélie Barbot      |                   |
| 65    | 24. Sep. 2021       |                     | La ferme de l’étrange            | Der Fall Anaïs Guillaume     |                   |
| 66    | 25. Sep. 2021       |                     | La disparue de Nancy             | Der Fall Julie Martin        |                   |